# Радо Шишарката
Радослав Петров, известен с псевдонима си Радо Шишарката, е български попфолк певец.

## Биография
Роден е през 1965 г. в Габрово. Изучавал е свирене на тромпет и баритон. В началото на 80-те години става вокалист на група „Янтра“, а по-късно и на „Полюси“. От средата на десетилетието до края на 80-те е фронтмен на габровската хардрок група „Кварц“, която по-късно се преименува на „Динамика“. През 1984 г. печели сребърен медал от шестия републикански фестивал на художествената самодейност, а на седмия фестивал – златен. През 1989 г. печели наградата на фестивал „Тракийска лира“ за песента „Егоист“, която е включена в саундтрака на филма на Едуард Захариев „Резерват“.
През 1993 г. става първият артист на звукозаписната компания Пайнер, където започва да пее песни с балканско звучене, заедно с оркестър „Белите шишарки“. Те издават три албума: „Прости ми“, „Без сълзи“ и „Флинтстоун“. След като започва самостоятелна кариера, му излиза прозвището „Радо Шишарката“. В голям хит се превръща дуета му с Попа „Тигре, тигре“. През 1997 г. напуска Пайнер и подписва договор с Пик мюзик.
През 2000 г. излиза компилацията „No comment“, в която са събрани всички хитове на певеца от 1996 до 2000 г. През 2011 г. участва в шоуто X Factor и отпада в първия кръг на тренировъчните лагери. През февруари 2013 г. излиза новият му сингъл „Силикон“. През септември 2013 г. е бил планиран юбилеен концерт на певеца и оркестър „Белите Шишарки“.
На президентските избори през 2016 г. се кандидатира за вицепрезидент, заедно с Митьо Пищова.
От 2018 г. отново е в Пайнер.
Писал е музика и текстове за изпълнители като Еми Стамболова, Екстра Нина, Тошко Тодоров, Бони и др.

## Дискография

### Студийни албуми
- Прости ми (1993)
- Без сълзи (1994)
- Флинстоун (1995)
- Тигре, тигре (1996)
- Боже, боже (1996)
- Сладурано (1997)
- DJ Парса (2000)
- Черните ангели (2009)
- Черен влак (2021)
- Златният Орфей (EP, 2021)

## Музикални изяви

### Самостоятелни концерти
- 2009 г. – Концерт-промоция „Черни ангели“
- 2013 г. – Концерт „20 години Радо Шишарката и оркестър Белите шишарки“; Зала 1 на НДК